# Sávoly
Sávoly is een plaats (község) en gemeente in het Hongaarse comitaat Somogy. Sávoly telt 529 inwoners (2001).